# Hispaniolatrogon
De hispaniolatrogon (Priotelus roseigaster) is een vogel uit de familie van de  trogons (Trogonidae). Het is een endemische vogelsoort op het eiland Hispaniola.

## Kenmerken
De vogel is 27 tot 30 cm lang. Het is een trogon met een gele snavel, oranje oog en een donker, bijna zwart masker rond het oog. De kop is grijsgroen en de mantel en rug zijn groen. Bij het vrouwtje is dit wat doffer van kleur. Het mannetje heeft op de vleugels een fijnmazig zwartwitpatroon en is felrood op de buik en onderstaartdekveren. Dit rood is bij het vrouwtje minder uitbundig. De bovenstaart is groenblauw, de onderstaartveren lijken zwart, met grote witte vlekken.

## Verspreiding en leefgebied
Deze soort is endemisch op het eiland Hispaniola. De vogel is zeldzaam op Haïti, waar veel leefgebied verloren is gegaan, maar in de Dominicaanse Republiek is de vogel in het centrale bergland nog redelijk algemeen. De vogel komt voor in een aantal typen bos in heuvel- en bergland tussen de 500 en 3000 m boven zeeniveau. Een belangrijke voorwaarde is de aanwezigheid van grote, dode bomen waarin de vogel nestelt.

## Status
De hispaniolatrogon heeft een beperkt verspreidingsgebied en daardoor is de kans op uitsterven aanwezig. De grootte van de populatie is niet gekwantificeerd. Aannemelijk is dat de populatie-aantallen afnemen door habitatverlies. Het leefgebied wordt aangetast door ontbossing door de winning van houtskool of als natuurlijk bos wordt omgezet in gebied voor agrarisch gebruik of wordt gefragmenteerd door de aanleg van wegen. Toch wordt aangenomen dat de afname minder is dan 10% in drie generaties waardoor de status in 2018 is gewijzigd van gevoelig naar niet bedreigd op de Rode Lijst van de IUCN.